# Ally Kerr
Ally Kerr es un cantante y compositor escocés.

## Carrera
Su primer lanzamiento Midst of the storm fue un vinilo de 7 pulgadas único (EP) en el sello español Elefant Records en noviembre de 2002 y contenía las tres primeras canciones que nunca había grabado. Kerr hasta este momento,nunca había tocado en un show en vivo. Un álbum Calling Out to You,seguido de sello japonés Quince Records en 2004 y el Neon Tetra Records (UK) en 2005. Una de sus canciones (The Sore Feet Song) se utilizó como tema musical de una serie de animación japonesa Mushishi y lanzada en Japón como un solo CD a través de Marvelous Entertainment. La serie se ha emitido en varios países y fue lanzado en DVD en Estados Unidos y el Reino Unido. El segundo álbum de Kerr Off The Radar,fue lanzado en Gran Obligado Records, Universal Records (Filipinas) y en Japón en el Ultra-Vybe / Star Sing label en 2008. Kerr ha dedicado mucho tiempo en giras en diferentes partes del mundo (una de las más recientes fue en una por Asia a fines de agosto / septiembre de 2009). Su álbum más reciente es Viva Melodia (2012-2013).

## Discografía
- 2005: Calling Out to You
- 2008: Off the Radar
- 2013: Viva Melodia
- 2020: Soundtracks